# Владимиров Борис Григорович
Борис Григорович Владимиров (нар. 10 серпня 1934, місто Москва, тепер Російська Федерація — 16 лютого 2011, місто Москва) — радянський партійний діяч, журналіст, головний редактор «Экономической газеты». Член Центральної Ревізійної комісії КПРС у 1986—1990 роках. Кандидат економічних наук (1971).

## Життєпис
У 1957 році закінчив економічний факультет Московського державного університету імені Ломоносова.
У 1957—1961 роках — референт Головного управління із радіомовлення, відповідальний секретар редакції журналу «Экономические науки».
Член КПРС з 1961 року.
У 1961—1962 роках стажувався в Гарвардському університеті США.
У 1962—1966 роках — консультант економічного відділу редакції журналу «Коммунист».
У 1966—1979 роках — лектор, консультант, керівник групи консультантів відділу пропаганди ЦК КПРС.
У 1979—1982 роках — помічник секретаря ЦК КПРС Михайла Суслова.
У листопаді 1982 — лютому 1984 року — помічник генерального секретаря ЦК КПРС Юрія Андропова.
У 1984—1985 роках — заступник завідувача відділу науки і навчальних закладів ЦК КПРС.
У 1985—1991 роках — головний редактор «Экономической газеты».
З 1991 року — персональний пенсіонер у Москві.
У 1996—1999 роках — заступник голови колегії міжнародного економічного комітету Співдружності незалежних держав (СНД).
Помер 16 лютого 2011 року. Похований в Москві на Троєкуровському цвинтарі.

## Нагороди і звання
- орден Трудового Червоного Прапора
- орден Дружби народів
- орден «Знак Пошани»
- медалі